# Lista consolelor de jocuri video
Aceasta este lista consolelor de jocuri video în funcție de era în care apar.

## A opta generație (2012-prezent)
- Nintendo 3DS (februarie 2011)
- PlayStation Vita (februarie 2012)
- Wii U (noiembrie 2012)
- Ouya (iunie 2013)
- Nintendo 2DS (octombrie 2013)
- PlayStation 4 (noiembrie 2013)
- Xbox One (noiembrie 2013)
- Nintendo Switch (martie 2017)
- Nintendo Switch 2 (2025)

## A șaptea generație (2005-prezent)
- Sony Playstation Vita (2011) (Sfârșit: America de Nord) / (2012) (Început: Europa, America de Nord)
- FC Twin Video Game System (2006) (Noiembrie)
- Sony PlayStation 3 (2006) (Noiembrie: America de Nord, Japonia) / (2007) (Martie: Europa, Australia)
- Nintendo Wii (2006) (Noiembrie: America de Nord, Decembrie: Japonia, Europa)
- Mattel HyperScan (2006) (Octombrie)
- Evo: Phase One (2006) (Octombrie)
- Game Wave Family Entertainment System (2006) (Iulie)
- Microsoft Xbox 360 (2005)
  - Microsoft Xbox 360 Elite (2007)
- GP2X (2005)
- Atari Flashback 2 (2005)
- Generation NEX (2005)
- Gizmondo (2005)
- Sony PlayStation Portable (sau PSP) (2005)
- Nintendo DS (2004) 
  - Nintendo DS Lite (2006)
- Phantom Game Console (Oprită)
- XGP (Oprită)

## A șasea generație (1998-2005)
- Atari Flashback (2004)
- N-Gage (2003)
  - N-Gage QD (2004)
- Tapwave Zodiac (2003)
- GP32 (2001)
- Microsoft Xbox (2001)
- Nintendo GameCube (original DOL-001 model with Digital Video Output) (2001)
  - Nintendo GameCube (later DOL-101 model without Digital Video Output)
  - Panasonic Q (2001, doar în Japonia)
  - Game Boy Player (2003)
    - Q Game Boy Player (2003, doar în Japonia)
- Nintendo Game Boy Advance (2001)
  - Nintendo Game Boy Advance SP (model cu luminare frontală a afișajului) (2003)
    - Nintendo Game Boy Advance SP Mark II (model cu luminare îmbunătățită din spate a afișajului) (2005)

  - Nintendo Game Boy Micro (2005)
  - Dockable Entertainment featuring Game Boy Advance
    - e-Reader (no link port) (2002, doar în Japonia)
      - e-Reader (link port) (2003) / e-Reader+ (2003, Japonia)
- Sony PlayStation 2 (2000)
  - PSX (DVR) (2003) (doar în Japonia)
  - Sony PlayStation 2 Slimline (versiune cu dimensiuni reduse) (2004)
- WonderSwan (1999) (Consolă portabilă)
  - WonderSwan Color (2000) (doar în Japonia) (Consolă portabilă)
  - Swan Crystal (2002) (Consolă portabilă)
- Sega Dreamcast (1998)

## Era pe 32/64-biți (1994-1998): A cincea generație
- Neo Geo Pocket (1998) (doar în Japonia)
  - Neo Geo Pocket Color (1998 Japonia/1999 SUA)
- Nintendo Game Boy Color (1998) (Consolă portabilă)
- Nintendo 64 (N64) (1996) (64-bit)
  - Special Pikachu Edition Nintendo 64
    - Nintendo 64DD (1999) (doar în Japonia)
    - Wide-Boy 64 (Nu a fost disponibilă consumatorilor)
    - Transfer Pak (compatibilitate cu Game Boy , în special cu jocurile Pokémon)
- Sony Playstation (1995)
  - Pocketstation (1995)
  - Net Yaroze (1997)
  - Sony PlayStation One (2000)
- Casio Loopy (1995) (doar în Japonia)
- Sega Saturn (1994)
- Nintendo Virtual Boy (1995)
- Apple Pippin (1995)
- PC-FX (1994) (doar în Japonia)
- Playdia (1994) (doar în Japonia)
- Atari Jaguar (1993) (64-bit)
  - Atari Jaguar CD (1995)
- 3DO (1993)
- Commodore Amiga CD32 (1993)

## Era pe 16-biți: A patra generație
- Commodore Amiga CD32 (1993)
- Mega Duck/Cougar Boy (1993)
- Pioneer LaserActive (1993)
- Supervision (1992)
- Philips CD-i (1991)
- FM Towns Marty (1991)
- Super Nintendo Entertainment System (SNES) (1991) / Super Famicom (1990, Japonia)
  - Super Nintendo Entertainment System 2 (1997) / Super Famicom Jr.
    - Play Station SNES CD-ROM System (Oprită)
    - Satellaview (1995, doar în Japonia)
    - Super Game Boy
      - Super Game Boy 2
- Sega Game Gear (1991) (Consolă portabilă)
- Commodore Amiga CDTV (1991)
- Neo-Geo (1990)
  - Neo-Geo CD
  - Neo-Geo CDZ
- Sega Mega Drive (1988) / Sega Genesis (1989, doar în America de Nord)
  - Sega Mega Drive II / Sega Genesis II (doar în America de Nord)
  - Sega Mega Drive III (doar în Brazilia) / Sega Genesis 3 (doar în America de Nord)
    - Sega Mega-CD (1992)
    - Sega 32X (Sega Genesis 32X or Sega Mega Drive 32X or Sega Super 32X) (1994)

  - Sega Nomad (1995)
- TurboGrafx-16 (1989)
  - TurboGrafx-CD
  - TurboDuo (1992)
  - TurboExpress (Handheld)
  - SuperGrafx (1989, Japonia)
- Atari Lynx (1989) (Handheld)
- Nintendo Game Boy (1989) (Consolă portabilă)
  - Nintendo Game Boy Pocket (1996) (Consolă portabilă)
  - Nintendo Game Boy Light (1997, doar în Japonia) (Consolă portabilă)

## Era pe 8-biți/după prăbușirea pieței din '83 (1983-1989): A treia generație
- Commodore 64GS (1990)
- Amstrad GX4000 (1990)
- Sharp X68000 (1987, Japonia)
- PC Engine (1987, Japonia)
- Atari XEGS (1987)
- Atari 7800 (1986)
- Sega Master System (1986) / SG-1000 Mark III (1985, Japonia)
  - Sega Master System II
  - Sega Master System III (Doar în Brazilia)
    - Sega Master System III Collection (Doar în Brazilia)

  - Sega Master System Compact / Sega Master System IV (Doar în Brazilia) (Consolă portabilă)
  - Coleco / PlayPal (2006) (Handheld)
- Nintendo Entertainment System (NES) (1985) / Famicom (1983, Japonia)
  - Nintendo Entertainment System 2 (1993) / AV Famicom
    - NES Disk System (Oprită) / Famicom Disk System (1986, doar în Japonia)

  - Nintendo Entertainment System hardware clones (multiple lansări pe tot globul în date diferite)
- Sega SG-1000 (1983, Japonia)
  - SG-1000 Mark II (1984, Japonia)

## Primele jocuri video/înainte de prăbușirea pieței din '83 (1958-1982): Prima și a doua generație
- Commodore MAX Machine (1982)
- MSX (1982)
- Vectrex (1982)
- Emerson Arcadia 2001 (1982)
- Atari 5200 (1982)
  - Atari 5100 / Atari 5200 Jr. (Oprită)
- Colecovision (1982)
  - Expansion Module #1 (Compatibilitate fără licență cu Atari 2600)
  - Expansion Module #4 ((Compatibilitate fără licență cu Intellivision) (Oprită))
- CreatiVision (1981)
- Nintendo Game & Watch (1980) (serie de console portabile cu afișaj LCD)
  - Toymax Inc. Mini-Classics (relansare Game & Watch cu dimensiune redusă)
- Intellivision (1980)
  - Intellivision II
    - System Changer (Compatibilitate fără licență cu Atari 2600)
- APF Imagination Machine (1979)
- Microvision (1979) (Consolă portabilă)
- Interton VC 4000 (1978)
- Magnavox Odyssey² (1978)
- Bally Astrocade (1977)
- Atari 2600 / Atari Video Computer System (VCS) / Sears Video Arcade (1977)
  - Atari 2700 / Atari Remote Control VCS (1981, Oprită)
  - Sears Video Arcade II (1983) / Atari 2800 (1983, doar în Japonia)
  - Atari 2600 Jr. (1986)
  - Coleco Gemini (Clonă hardware Atari 2600 )
  - TV Boy (Clonă hardware Atari 2600 )
    - TV Boy 2 (Clonă hardware Atari 2600 )
    - Super TV-Boy (Clonă hardware Atari 2600 )
- Radio Sonic / Radio Sonic Console 1970's / (197?-1977)
- RCA Studio II (1976)
- Fairchild Channel F / Video Entertainment System (VES) (1976)
  - Channel F System II (1979)
- Coleco Telstar (1976)
- APF TV Fun (1976)
- PONG (versiunea arcade din 1972 , versiunea pe consolă a fost lansată în 1975)
- Magnavox Odyssey (1972)
- Computer Space (1971)
- Galaxy Game (1971)
- Spacewar! (1961)
- Tennis for Two (1958)
- OXO (1952)

* Consolele începuturilor anilor 70 erau de obicei numite analogice dar sistemele foloseau logică discretă.